# Raulino Galvao
Raulino Perreira Galvao (* 30. September 1888 in Buenos Aires, Argentinien; † 20. Jahrhundert) war ein deutscher Hockeyspieler.
Galvao nahm mit der Mannschaft des Uhlenhorster HC als deutscher Vertreter an den Olympischen Spielen 1908 in London teil. Die Mannschaft, der auch sein Bruder Mauricio Galvao angehörte, belegte den fünften Rang.